# Zwedru
Zwedru è una città della Liberia, capoluogo della contea di Grand Gedeh.